# Mompha conturbatella
Mompha conturbatella é uma espécie de mariposa do gênero Mompha pertencente à família Coleophoridae.